# St. Katharina (Nörting)

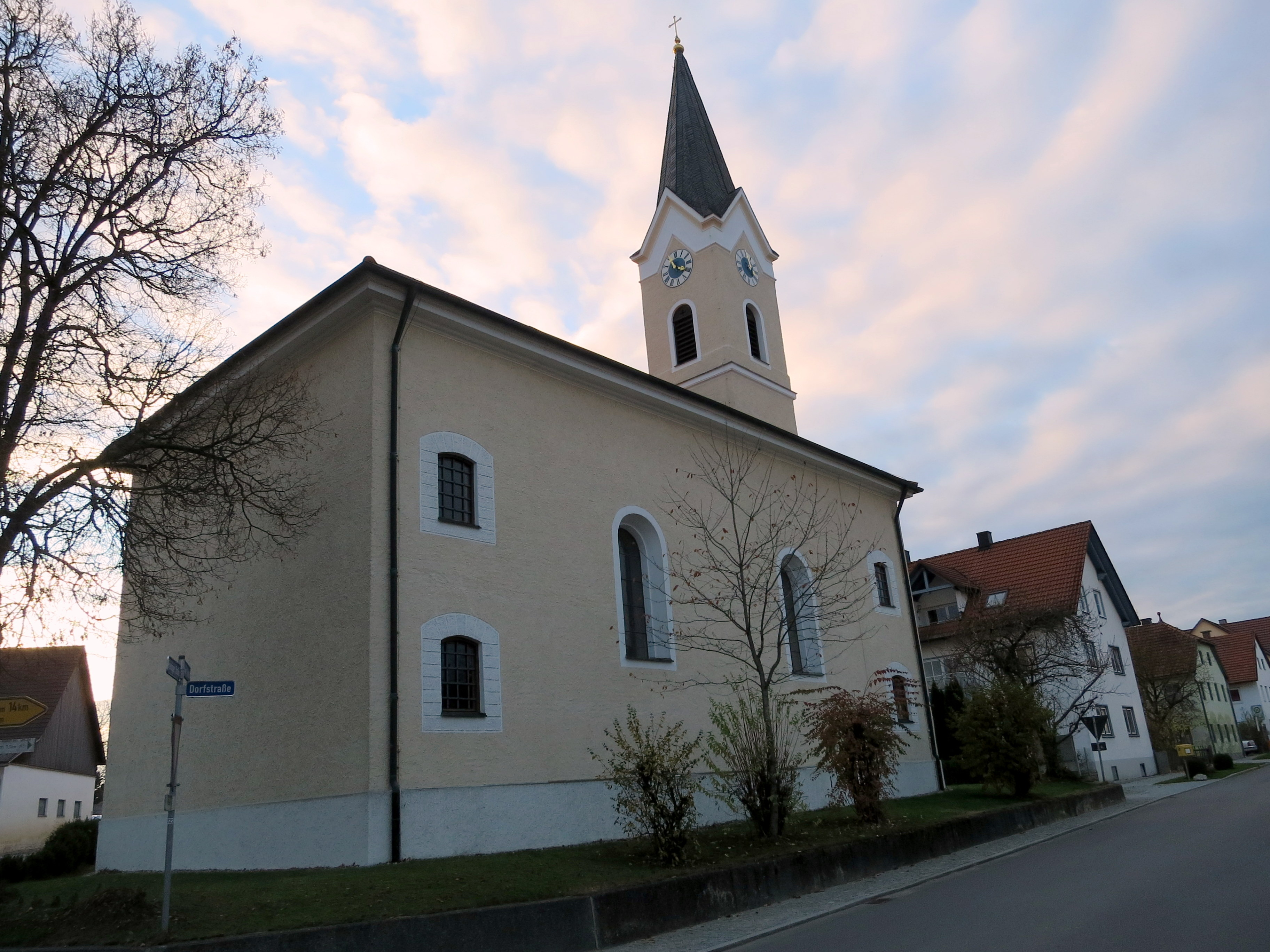
St. Katharina in Nörting

Die römisch-katholische Filialkirche St. Katharina steht in Nörting, einem Gemeindeteil von Kirchdorf an der Amper im oberbayerischen Landkreis Freising. Das Bauwerk ist in der Liste der Baudenkmäler in Kirchdorf an der Amper als Baudenkmal unter der Nr. D-1-78-136-10 eingetragen. Die Kirche gehört zum Dekanat Freising im Erzbistum München und Freising.

## Beschreibung
Die klassizistische Saalkirche wurde nach dem Brand von 1830 um 1835 wieder errichtet. Dabei wurde die Ostung aufgegeben. Sie besteht aus dem Langhaus auf rechteckigem Grundriss und dem dreigeschossigen Kirchturm auf quadratischem Grundriss im Nordwesten, der nur als flacher Risalit aus der Fassade des Langhauses hervortritt. Das oberste Geschoss des Kirchturms enthält die Turmuhr und den Glockenstuhl. Darauf sitzt ein spitzer Helm. 
Der Innenraum des Langhauses ist durch eine Empore auf Arkaden gekennzeichnet. Die Kirche besitzt anstelle einer Orgel lediglich ein Harmonium. Der Hochaltar stammt aus der Bauzeit. Auf seinem Retabel ist Katharina von Alexandrien dargestellt. Die Sakristei ist in das Langhaus einbezogen und tritt nach außen nicht hervor.